# Хросциці (Мінський повіт)
Хросциці (пол. Chrościce) — село в Польщі, у гміні Калушин Мінського повіту Мазовецького воєводства.
Населення — 104 особи (2011).
У 1975-1998 роках село належало до Седлецького воєводства.

## Демографія
Демографічна структура станом на 31 березня 2011 року:
|          | Загалом | Допрацездатний вік | Працездатний вік | Постпрацездатний вік |
| -------- | ------- | ------------------ | ---------------- | -------------------- |
| Чоловіки | 53      | 13                 | 35               | 5                    |
| Жінки    | 51      | 9                  | 30               | 12                   |
| Разом    | 104     | 22                 | 65               | 17                   |